# Gerard I de Metz
Gerard I de Metz (vers 875-22 de juny de 910), fou comte de Metz. Seria fill d'Adelard (vers 850-2 de gener de 890), comte de Metz, ell mateix fill d'Adalard el Senescal i d'una noia de Matfrid, comte d'Eifel (vers 820-després de 18 de setembre de 882).

## Biografia
Intenta en va amb els seus germans Esteve i Matfrid I (comte d'Eifel) de regnar sobre la Lotaríngia.
Gérard i els seus germans entraren en conflicte el 897 amb el rei Zwentibold. Foren en principi rebutjats, i es reconciliaren poc de temps després.
Va agafar la direcció d'un aixecament amb el seu germà Matfrid, derrotant i matant a Zwentibold el 900 a la batalla de Susteren.
Després va entrar en guerra, sempre amb el seu germà Matfrid com aliat, el 906, contra el comte Conrad.
Fou mort en una batalla contra l'exèrcit bavarès el 22 de juny de 910.

## Família i descendència
Gerard es va casar després del 13 d'agost del 900, amb la vídua de Zwentibold, Oda de Saxònia (vers 880-després de 952), filla d'Otó I l'Il·lustre, duc de Saxònia, del qual:
- Wicfrid († 9 de juliol de 953), abat de Sainte-Ursule de Colònia i després arquebisbe de Colònia de 924 a 953,
- Oda de Metz († després de 18 de maig del 963, casada amb Gozlí o Goteló de Bidgau, comte a les Ardenes, a Bidgau i a Methingau i que hauria acabat com abat de Gorze († 942); foren els pares de Godofreu el Captiu i Adalberó, arquebisbe de Reims
- Una filla
- Godofreu de Lotaríngia († després de 949), comte del Jülichgau.

Oda de Saxònia es va casar després amb Eberhard, comte a l'Oberlahngau.